# Campanularia pecten
Campanularia pecten is een hydroïdpoliep uit de familie Campanulariidae. De poliep komt uit het geslacht Campanularia. Campanularia pecten werd in 1975 voor het eerst wetenschappelijk beschreven door Gow & Millard. 